# Waremme
Waremme (nizozemsky Borgworm, valonsky Wareme) je belgické město. Nachází se ve Valonském regionu a je správním centrem jednoho z arrondissementů provincie Lutych. Městem protéká řeka Jeker (francouzsky Geer). Waremme má přibližně 14 500 obyvatel, francouzsky označovaných jako Waremmiens, a rozlohu 31,04 km². Leží 23 km západoseverozápadně od Lutychu, 36 km severovýchodně od Namuru a 64 km východně od hlavního města Bruselu.
Waremme je hlavním městem oblasti Hesbaye, která má úrodné sprašové půdy. Hospodářství města je založeno na pěstování obilnin a cukrové řepy a na potravinářském průmyslu. 70 % rozlohy obce představují zemědělské plochy (zejména obdělávaná půda). Méně než 1 % pak připadá na vřesoviště a lesy. Waremme je také centrum obchodu a školství ve své oblasti (místní školy navštěvuje trvale 5000 žáků a studentů). Na území obce se nachází přírodní rezervace.
V rámci politiky slučování obcí byly k obci Waremme roku 1977 připojeny bývalé obce Bettincourt (niz. Bettenhoven), Bleret, Bovenistier, Grand-Axhe, Petit-Axhe, Lantremange a Oleye (niz. Liek).

## Historie

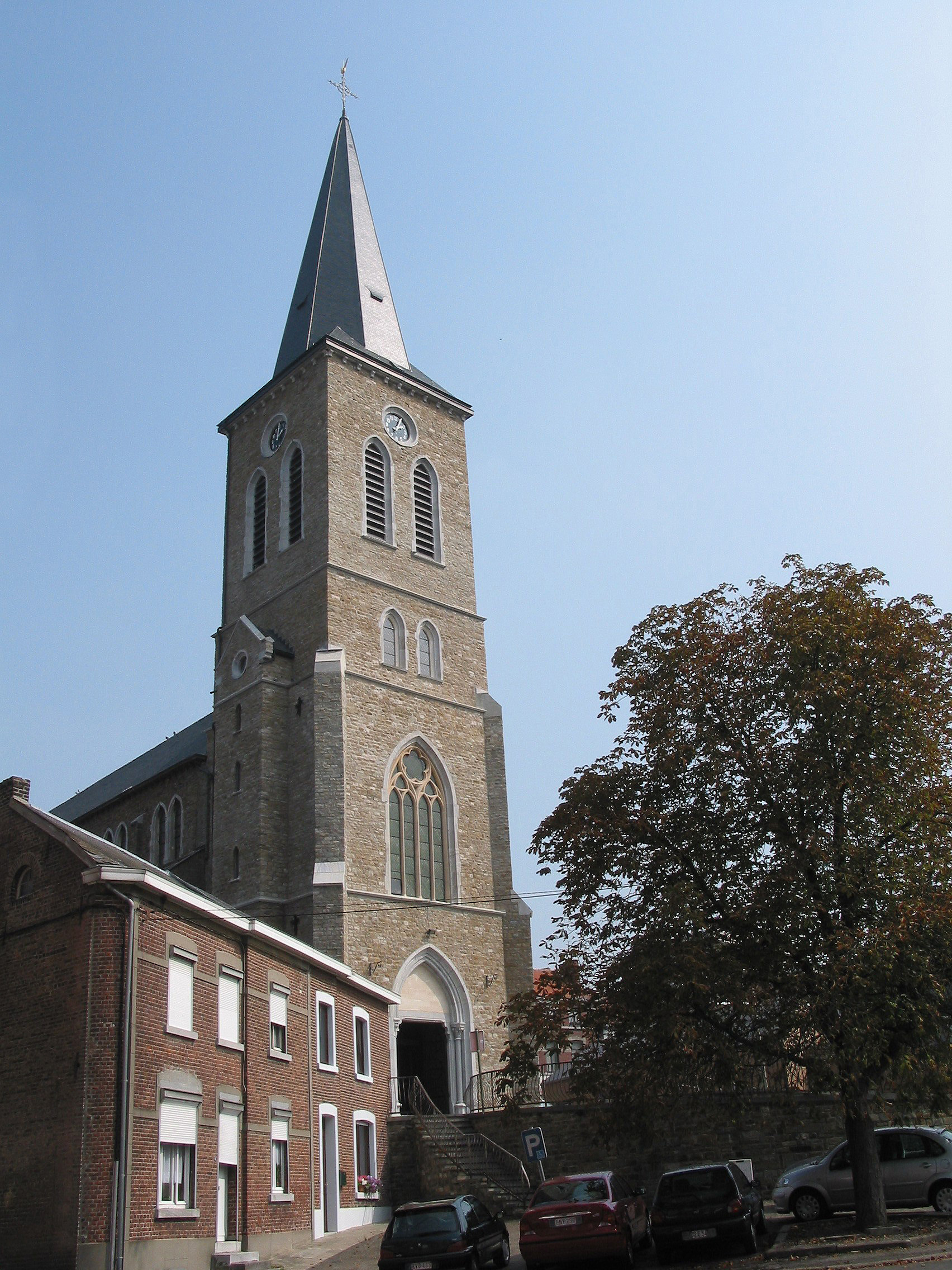
Kostel sv. Petra

Poblíž města byly odkryty zbytky osad z období neolitu a doby bronzové. V dobách starověkých Římanů územím města procházela důležitá obchodní cesta z Bavai do Kolína nad Rýnem. V okolí se nacházely mohyly a venkovské domy majetných Římanů.
První zmínka o městě (tehdejší osadě Woromia) pochází z roku 965. Dne 5. února 1078 se Woromia stala součástí knížectví Lutych. V té době již měla hrad, pět mlýnů a šest pivovarů. Roku 1215 žilo ve městě 815 obyvatel. Na začátku 14. století se ve Waremme začaly razit mince a v témže století byly vybudovány hradby ve tvaru čtverce o straně 400 m, tržnice a nemocnice. Vzhledem ke své poloze blízko hranic s Brabantským vévodstvím však město muselo několikrát čelit nájezdům brabantských vévodů a v letech 1213 a 1347 při nich bylo vypáleno. Roku 1468 město vypálil burgundský vévoda Karel Smělý.
V 16. století se Waremme stalo jedním z 21 nejvýznamnějších měst (Bonnes Villes) knížectví Lutych. Roku 1748 byla čtvrtina města zničena požárem, tentokrát nešťastnou náhodou. Roku 1792 do města vstoupila francouzská vojska a o tři roky později bylo knížectví Lutych anektováno Francií. Waremme se stalo součástí departementu Ourte.
V 19. století Waremme prosperovalo. Významným impulsem k ekonomickému rozvoji bylo zavedení železnice spojující Mechelen a Ans (roku 1838), jakož i založení dvou rafinerií cukru a několika škol. Během první světové války město neutrpělo žádné škody na budovách s výjimkou hradeb. Druhá světová válka měla na Waremme mnohem tvrdší dopad, neboť během leteckého bombardování byla několik dní před osvobozením zničena polovina města. V té době žilo ve městě přibližně 5000 obyvatel.

## Památky
- Městská radnice z roku 1900
- Kostel sv. Petra (L'église St-Pierre) z roku 1881

## Sportovní kluby
- Fotbal: Royal Stade Waremme FC (RS Waremme)
- Volejbal: VBC Waremme  Archivováno 5. 5. 2010 na Wayback Machine.
- Basketbal: ABC Waremme

## Družba
Waremme má družbu s následujícími městy:
- Skopje (Severní Makedonie) od roku 1975
- Gérardmer (Francie) od roku 1978
- Gallinaro (Itálie) od roku 1999